# Alfred Brink
Alfred Brink, född  13 juni 2000 i Sverige, är en beachvolley- och volleybollspelare (passare) som spelar i landslaget.
Anderssons moderklubb är Engelholms VS. Han gick 2016 till 2019 på Ållebergsgymnasiet (som är riksidrottsgymnasium för volleyboll) och spelade med deras lag RIG Falköping. När han var färdig med studierna gick han över till Örkelljunga VK. Där blev han lagkapten och utsågs till årets rookie i Elitserien 2019/2020. Andersson var mellan 2022-2024 proffs i nederländska VC Limax trots att äventyret började olyckligt med en skadad menisk. Säsongen 2024-2025 spelar han i Vingåkers Volleybollklubb
I beachvolley spelar han tillsammans med landslagskollegan Joel Andersson med vilken han tog brons vid U20-EM 2019 och 2023 vann sin första turnering på Swedish Beach Tour. Alfreds syster Filippa Brink spelar liksom sin bror i landslaget.